# Banjarnegara (huyện)
Banjarnegara là một huyện thuộc tỉnh Trung Java, Indonesia. Huyện lị là Banjarnegara. Về mặt tọa độ, huyện nằm giữa 7°12'- 7°31' Nam và từ 109°29'- 109°46 Đông. Huyện có diện tích 106.970.997 ha hay 3,10% diện tích toàn tỉnh Java. Huyện giáp với Pekalongan và Batang ở phía bắc, Wonosobo ở phía đông, Kebumen ở phía nam, và Banyumas cùng Purbalingga ở phía tây.